# 朱常⿱汏歲
清平昭裕王朱常（16世紀—1611年），明朝德藩第一代清平王，德定王朱翊錧的嫡第五子。

## 生平
萬曆十一年（1583年）四月，封清平王。
萬曆三十九年（1611年），朱常去世，諡號昭裕。庶第二子朱由喿後襲爵。

## 家庭

### 妻
- 張氏，兵馬副指揮張國山女，萬曆二十年（1592年）四月冊為清平王妃[5]。

### 子
- 庶長子：夭折
- 庶第二子：清平王朱由喿
- 庶第三子：夭折
- 庶第四子：鎮國將軍朱由
- 庶第五子：夭折[4]